# Downtown Battle Mountain II
Downtown Battle Mountain II é o quarto álbum de estúdio da banda post-hardcore americana Dance Gavin Dance, lançado em 8 de março de 2011.
O álbum não é uma continuação direta do primeiro do primeiro álbum da banda Downtown Battle Mountain, mas possui a mesma formação que gravou o primeiro álbum (com exceção de Sean O'Sullivan) com os membros originais Jonny Craig, Jonathan Mess e Eric Lodge todos voltarão à banda em 2010. Foi produzido por Kris Crummett, o mesmo que produziu os álbuns anteriores da banda. A edição exclusiva da Hot Topic inclui duas faixas bônus (People You Knew and Perfect), e o Downtown Battle Mountain como um disco bônus.
O álbum vazou em 3 de março de 2011, cerca de uma semana antes de seu lançamento. Para combater o vazamento, a Rise Records enviou o álbum na íntegra no YouTube. O álbum estreou no número #82 na Billboard 200, enquanto a versão deluxo do Hot Topic estreou em número #190 na Billboard 200 na mesma semana.
Este é o segundo álbum álbum da banda com o vocalista Jonny Craig, desde que ele se reuniu com a banda em 2010, e após a separação com eles no final de 2012.

## Faixas
| N.º            | Título                              | Duração |  |
| 1.             | "Spooks"                            | 4:04    |  |
| 2.             | "Pounce Bounce"                     | 2:26    |  |
| 3.             | "The Robot with Human Hair Pt. 2 ½" | 4:36    |  |
| 4.             | "Thug City"                         | 3:17    |  |
| 5.             | "Need Money"                        | 3:08    |  |
| 6.             | "Elder Goose"                       | 3:44    |  |
| 7.             | "Heat Seeking Ghost of Sex"         | 4:07    |  |
| 8.             | "Blue Dream"                        | 4:41    |  |
| 9.             | "Privilously Poncheezied"           | 3:54    |  |
| 10.            | "Swan Soup"                         | 4:01    |  |
| 11.            | "Purple Reign"                      | 4:43    |  |
| Duração total: | Duração total:                      | 42:41   |  |

| Faixas bônus exclusivas do Hot Topic |                   |         |  |
| N.º                                  | Título            | Duração |  |
| 12.                                  | "People You Knew" | 2:35    |  |
| 13.                                  | "Perfect"         | 2:59    |  |

## Créditos
| Dance Gavin Dance - Jonny Craig – vocal limpo - Jonathan Mess – vocal gutural - Will Swan – guitarras, raps - Eric Lodge – baixo - Matt Mingus – bateria | Produção produção, engenharia, mixagem, masterização - Mattias Adolfsson – capa do álbum - Kyle Hubbard – trompete na faixa 5 - Brian Obedowski – assistente de mixagem - Phill Mamula – layout |

## Gráficos
| Gráfico (2011)        | Posição maxíma |
| --------------------- | -------------- |
| US Billboard 200      | 82             |
| US Independent Albums | 13             |
| US Hard Rock Albums   | 4              |